# Cupido philostratus
Cupido philostratus är en fjärilsart som beskrevs av Felder 1865. Cupido philostratus ingår i släktet Cupido och familjen juvelvingar. Inga underarter finns listade i Catalogue of Life.